# Los Reyes, San Juan Bautista Tuxtepec
Los Reyes är en ort i Mexiko.   Den ligger i kommunen San Juan Bautista Tuxtepec och delstaten Oaxaca, i den sydöstra delen av landet, 300 km sydost om huvudstaden Mexico City. Los Reyes ligger 42 meter över havet och antalet invånare är 300.
Terrängen runt Los Reyes är huvudsakligen kuperad, men österut är den platt. Runt Los Reyes är det ganska glesbefolkat, med 40 invånare per kvadratkilometer. Närmaste större samhälle är Tuxtepec, 16,5 km nordost om Los Reyes. 